# ICP Savannah
Le Savannah est un ULM multi-axes monomoteur à ailes hautes deux places côte à côté produit en Italie par ICP. Il s'est vendu en grandes séries, particulièrement en Europe. Il est vendu soit en kit, soit prêt à voler.

## Conception et développement
Le Savannah est un avion biplace à disposition conventionnelle (côte à côte) qui peut être acheté prêt-à-voler ou en kit. En fonction des pays et de leur législation il est immatriculé en tant qu'ULM (en France par exemple) ou avion de sport léger (aux États-Unis par exemple). Sa première version était très similaire au Zenith CH 701, dont il tire toutes les caractéristiques structurelles et techniques (hormis quelques détails tels que l'empennage ou l'inexistence du décroché entre les 2 ailes, caractéristique du CH 701). Les versions ultérieures ont ensuite divergé du Zenith, en modifiant l'aérodynamique du fuselage, qui devient un peu plus arrondi sur les angles, ce qui le rend aussi un peu plus esthétique, et la suppression des becs au profit de générateurs de vortex avec un profil d'aile plus affiné. La fabrication (à la fois prêts à voler et kits) se fait dans les locaux d'ICP situés à Castelnuovo Don Bosco (Piémont, Italie), où l'entreprise a déménagé le 10 septembre 2009 de l'usine d'origine de Piovà Massaia.
Structurellement, le Savannah est en aluminium T6061 semi-monocoque. La plupart des variantes ont une aile à corde constante comme celle du Zenith, avec des volets et des ailerons combinés dans des flaperons de style Junkers. Le Savannah ADV a une aile plus courte et effilée. Les premières variantes ont conservé des becs de bord d'attaque sur toute l'envergure, remplacés plus tard par des générateurs de vortex. Des haubans permettent de relier structurellement l'aile haute à la partie basse du fuselage. Il peut être livré avec un train tricycle ou classique. Le Savannah peut également être monté sur des flotteurs en kevlar / fibre de carbone. Le passage d'un équipement terrestre à un équipement aquatique prend environ 2 heures et demi. Il existe une version hydravion, équipée de flotteurs amphibies, qui s'appelle Savannah Hydro.
Le Savannah peut-être propulsé par différents moteurs d'une puissance allant de 80 cv à 100 cv. Les versions 50 cv 4 temps, 65 cv, 90 cv et 100 cv en moteurs 2 temps sont appelés Bingo et Super Bingo. Les versions équipées du Rotax 912 en 80 cv et 100 cv sont dénommés Savannah. La cabine peut accueillir deux personnes assises côte à côte sous l'aile, la nouvelle version XL offrant une largeur accrue et une meilleure visibilité grâce à une surface vitrée plus grande. À l'arrière, le fuselage est plat, le dessous montant vers la queue. L'empennage rectangulaire et les ascenseurs, qui utilisent un profil aérodynamique conventionnel contrairement à celui du Zenith, sont placés au sommet du fuselage. L'usine ICP peut fournir une extension de dérive en option.
Chris Heintz, le designer du Zenith STOL CH 701 considère le Savannah comme une copie non autorisée de sa création. Malgré cela, ICP et Zenair ont entamé un partenariat en 2012 à travers lequel ICP assemble la version prête à voler de l'aile basse Zenair 650Ei, une évolution de l'AMD Zodiac, pour le marché européen.

## Histoire
Les ventes ont démarré vers les années 2000 et avaient atteint en 2010 650 avions ou kits. À la mi-2010, environ 513 Savannah et Bingo figuraient sur les registres des pays européens,. Il y a moins d'exemplaires volant en Amérique du Nord, où il était distribué par Skykits Co., remplacé en 2011 par ICP Aviation North America, LLC (ICPANA). En Australie et en Nouvelle-Zélande, la version 600 kg des Savannah XL et Savannah S est de plus en plus populaire. À titre d'exemple, en avril 2020, il existe trois types de Savannah dans le registre des avions néo-zélandais. Cela comprend huit modèles VG, deux modèles XL et treize modèles S pour un total de 23 avions Savannah. Actuellement, sept autres modèles S sont en construction en Nouvelle-Zélande. En Australie, la meilleure estimation donne plus de 100 Savannah en état de vol. Beaucoup d'autres sont en construction.[réf. nécessaire]
On peut supposer que le nombre total d'avions ICP (tous les modèles, principalement Savannah et Bingo) produits dépasse 2 000 unités à la fin de 2011.
En 2008, une commande de l'Indian Air Force était attendue.

## Variantes

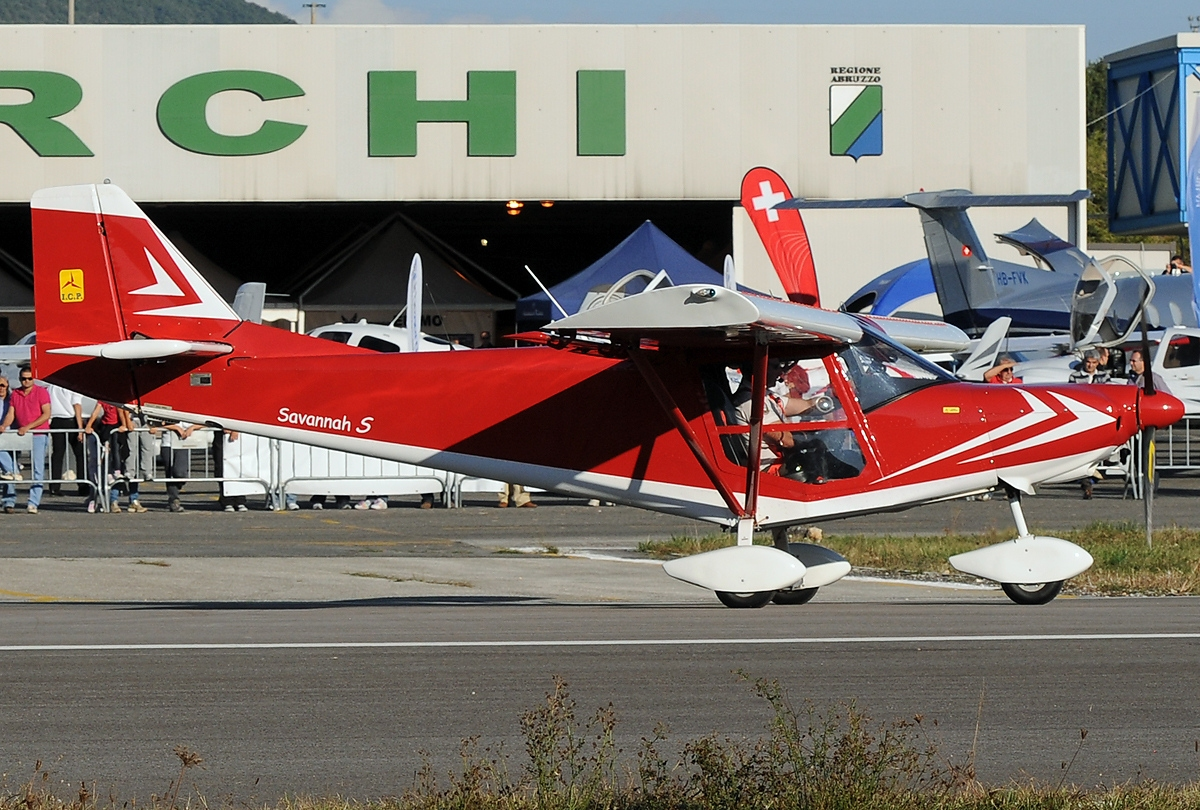
ICP Savannah S

Bingo 503
Moteur Rotax 503 à deux temps, deux cylindres en ligne de 50 chevaux.
Super Bingo 582 (2 temps)
Premier vol le 19 octobre 2001. Moteur Rotax 582 de 65 cv ou Simonnini Victor 2 de 92 cv ou 100 cv deux cylindres en ligne, utilisé essentiellement pour les versions Hydro.
Bingo 4S
Introduit en 2003. Moteur HKS 700E deux cylindres à quatre temps opposés horizontalement de 60 chevaux.
Vimana
Introduit en 2006. Optimisé pour raccourcir les distances de décollage et d'atterrissage, avec l'aile Savannah ADV avec des volets Fowler à double fente, des becs de bord d'attaque, des haubans simples et un fuselage plus mince. Propulsé par le Rotax 912 ULS à quatre temps de 100 chevaux. Il est commercialisé en Amérique du Nord sous le nom de Rampage.
Savannah ADV
Modèle avec aile effilée redessinée de 8 m d'envergure et 9,40 m2 de surface, avec des ailerons sur toute l'envergure de l'aile. Vitesse maximale de 200 km/h,.
Savannah VG
Introduit en 2007. Les becs de bord d'attaque ont été remplacés par des générateurs de vortex. Vitesse de décrochage de 50 km/h. Choix de moteurs : Rotax 912 ULS (4 cylindres à plat de 100 chevaux), Jabiru 2200 (quatre cylindres à plat de 80 chevaux) ou Suzuki G10 (trois cylindres en ligne de 80 chevaux).

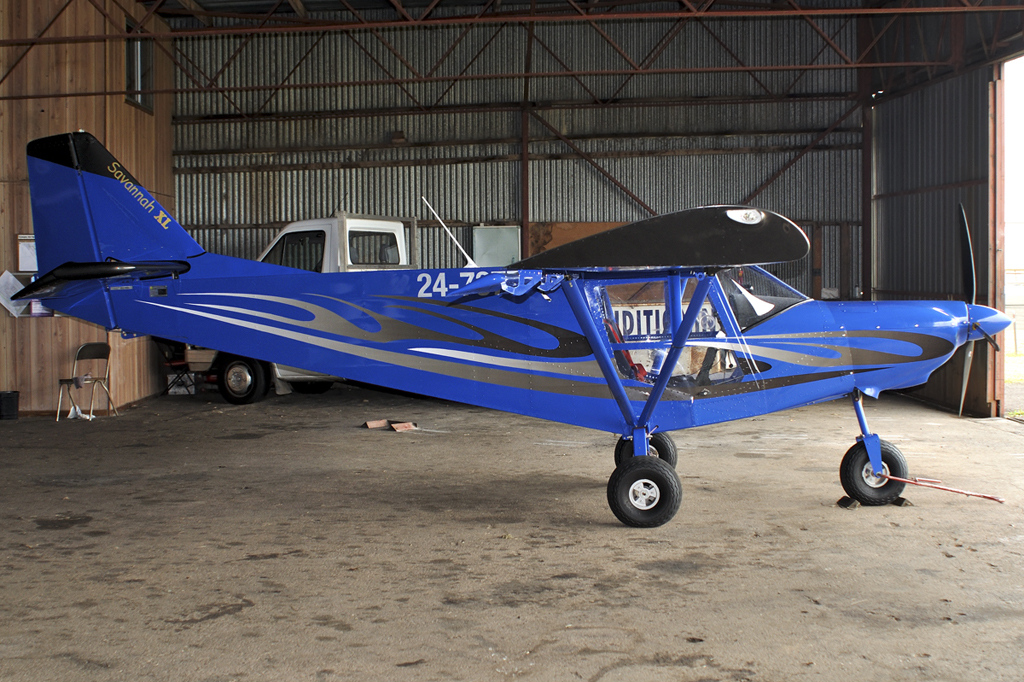
Savannah XL
Introduit en 2009. Similaire au Savannah VG mais avec une largeur de cabine augmentée par des portes bombées et transparente, toit de cabine transparent, pare-brise et lignes de capot révisés. Connu en Amérique du Nord sous le nom de Savannah VGW.
Savannah S
Nouveau modèle introduit en 2010 dérivé du XL avec les arêtes du fuselage arrière arrondies. Les moteurs utilisés dans le modèle Savannah S comprennent le Rotax 912 UL (80 CV) ou ULS (100 CV) de fabrication autrichienne, le Viking 130 basé sur Honda et le moteur Aeromomentum AM13 basé sur Suzuki.
Actuellement[évasif] toujours en production.
Savannah
Modèle à train classique, introduit en 2013 ,.

## Variations relatives à la législation
Jusqu'en 2019, la réglementation française limitait la masse maximale d'un ULM à 450 kg ou 472,5 kg si la machine embarque un parachute balistique. La nouvelle réglementation de 2019 permet aux ULM de peser jusqu'à 500 kg ou 525 kg avec un parachute à bord. Le Savannah S est éligible à cette nouvelle réglementation mais des démarches sont nécessaires pour faire bénéficier les anciens modèles de cette nouvelle réglementation.
Dans d'autres pays comme les États-Unis, l'Australie ou la Nouvelle-Zélande, il peut être immatriculé en tant qu'avion de sport léger où il peut atteindre les 600 kg. Dans ces conditions, il peut emporter jusqu'à 215 L de carburant, et ses performances sont légèrement dégradées, par exemple la vitesse de décrochage pleins volets passe de 48 km/h à 55 km/h.

## Galerie

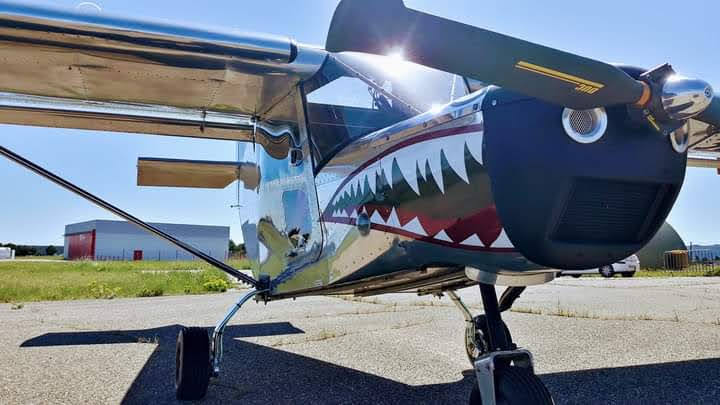
Super Bingo
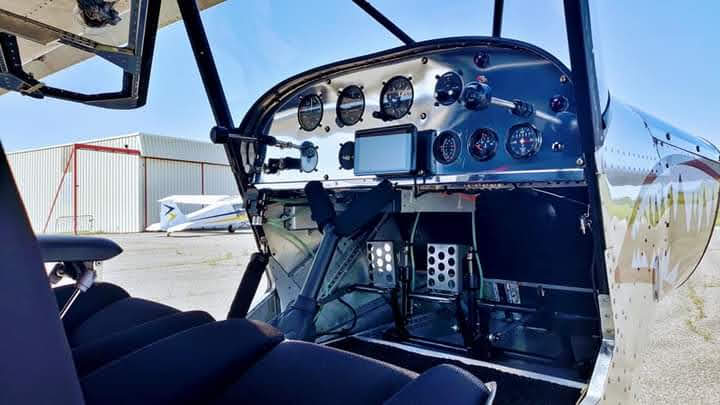
Cockpit du Super Bingo
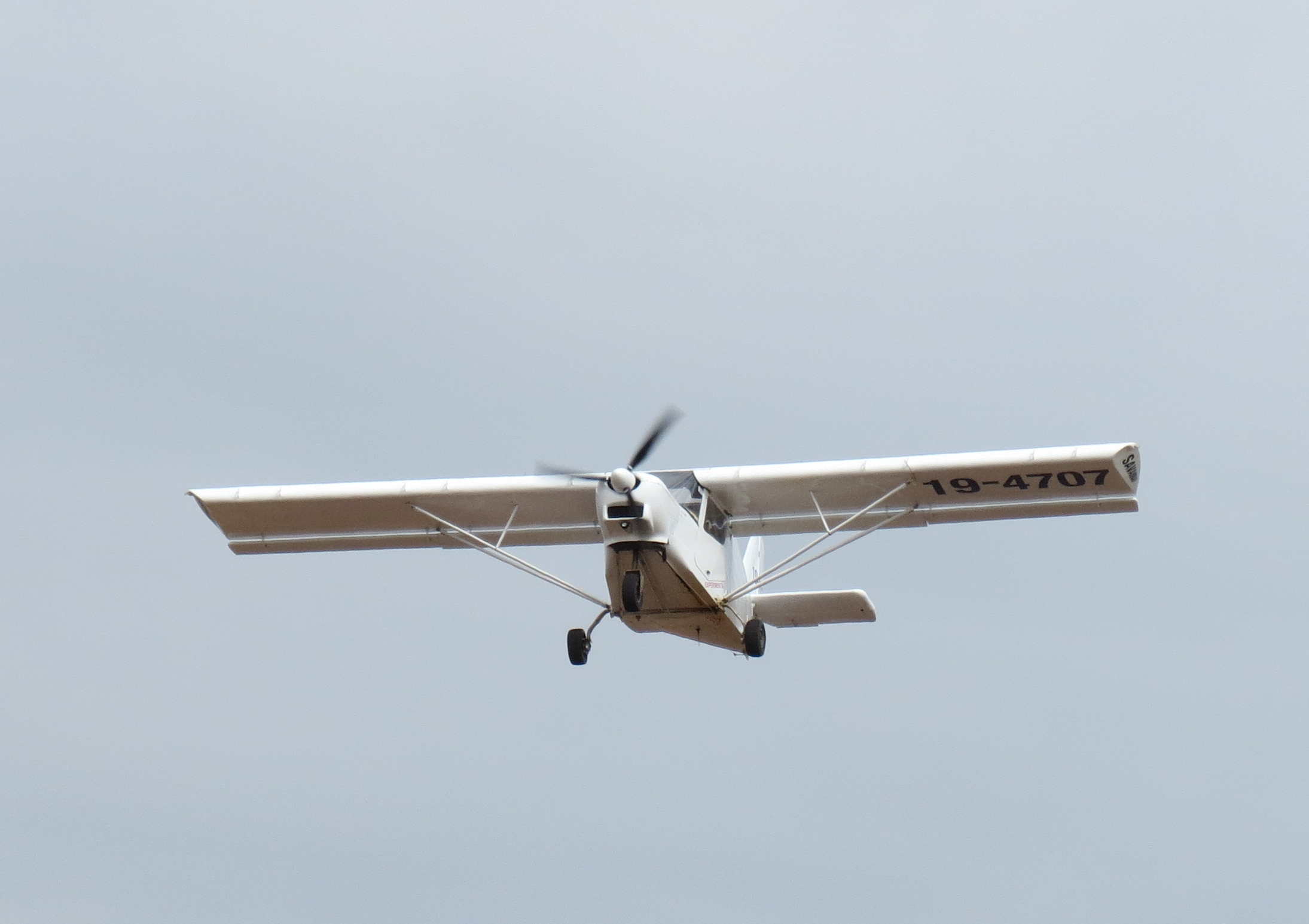
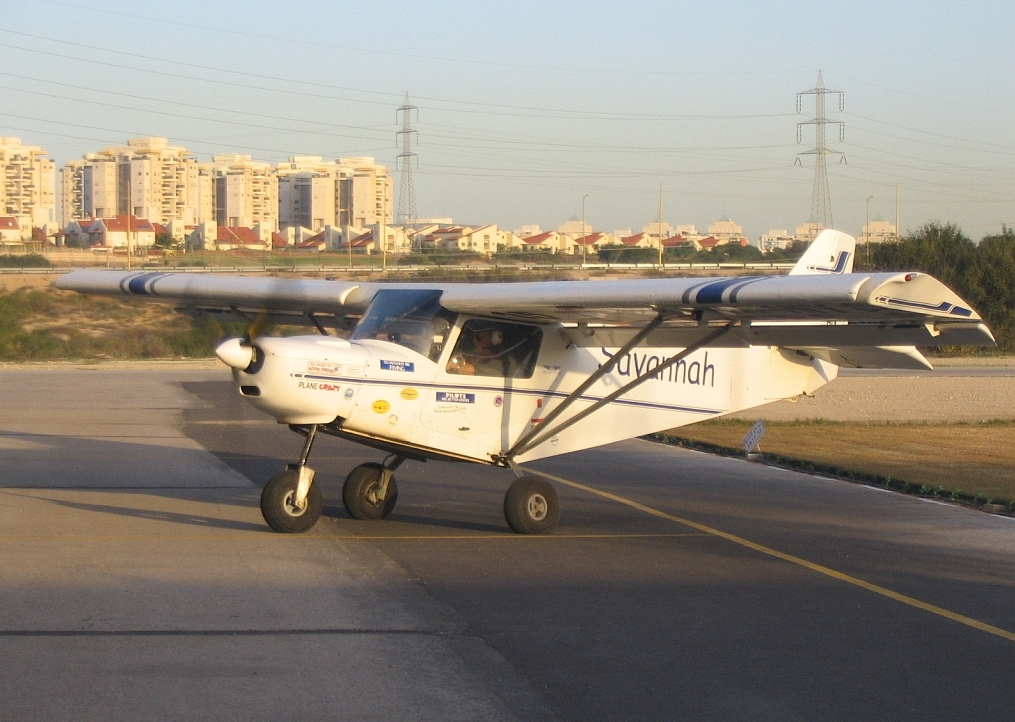
Savannah de version antérieure à la version VG avec les becs de bord d'attaque
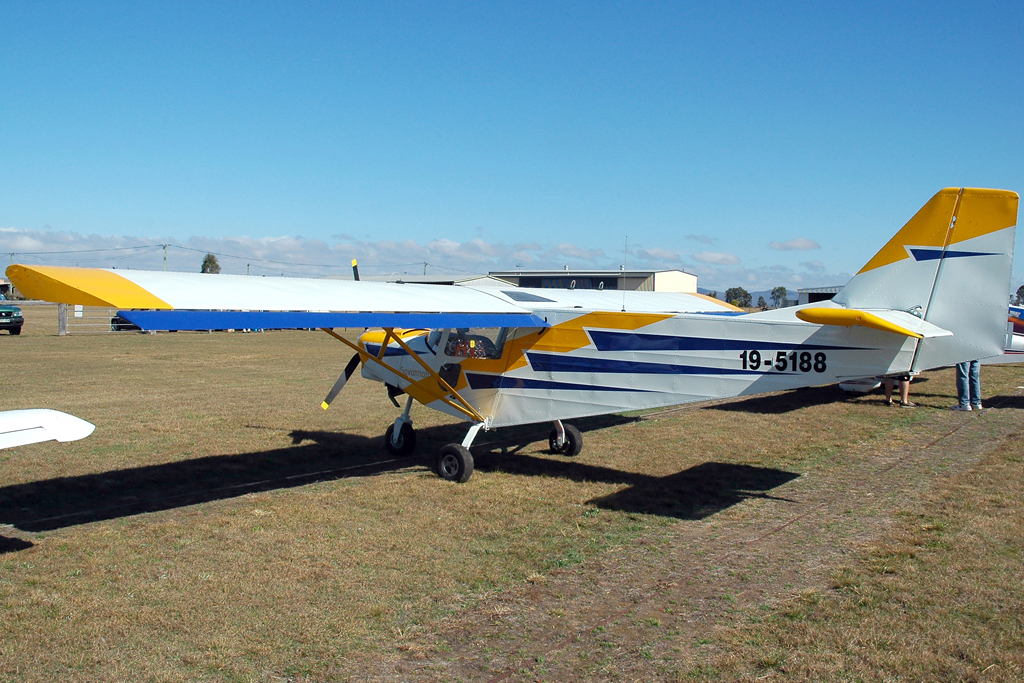
Savannah VG
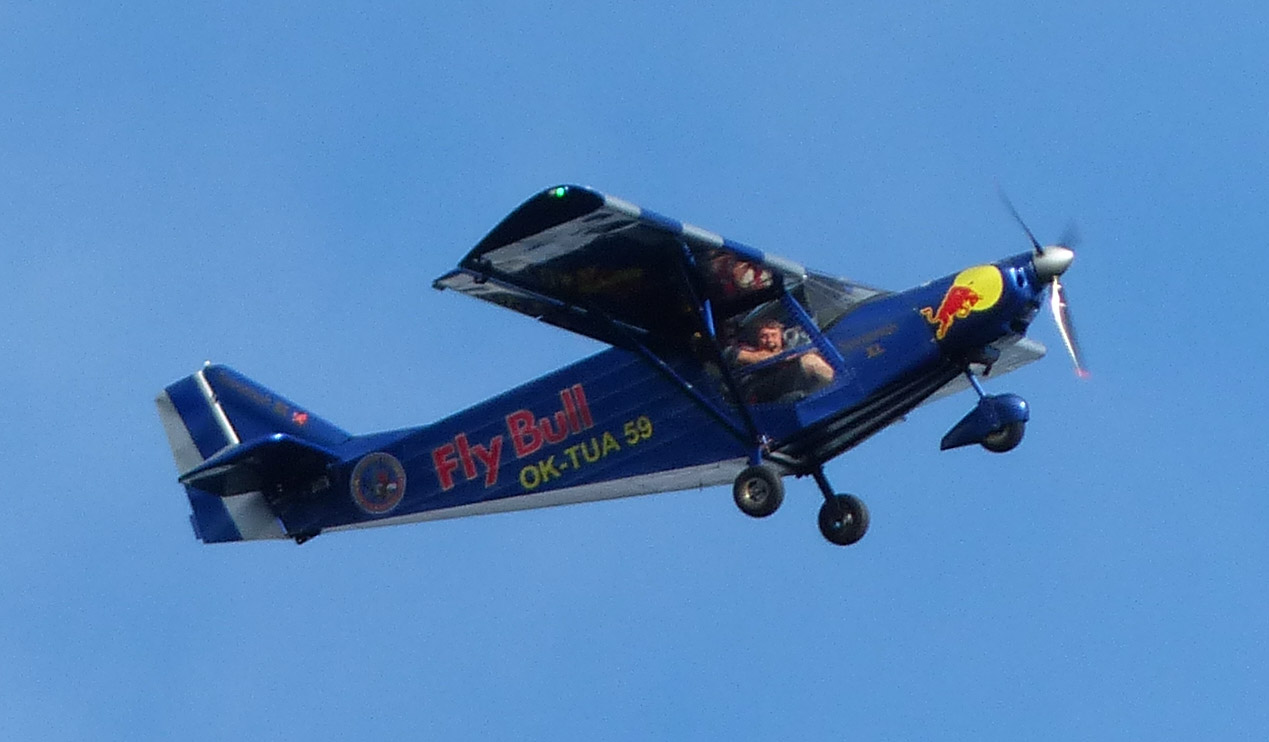
Savannah XL
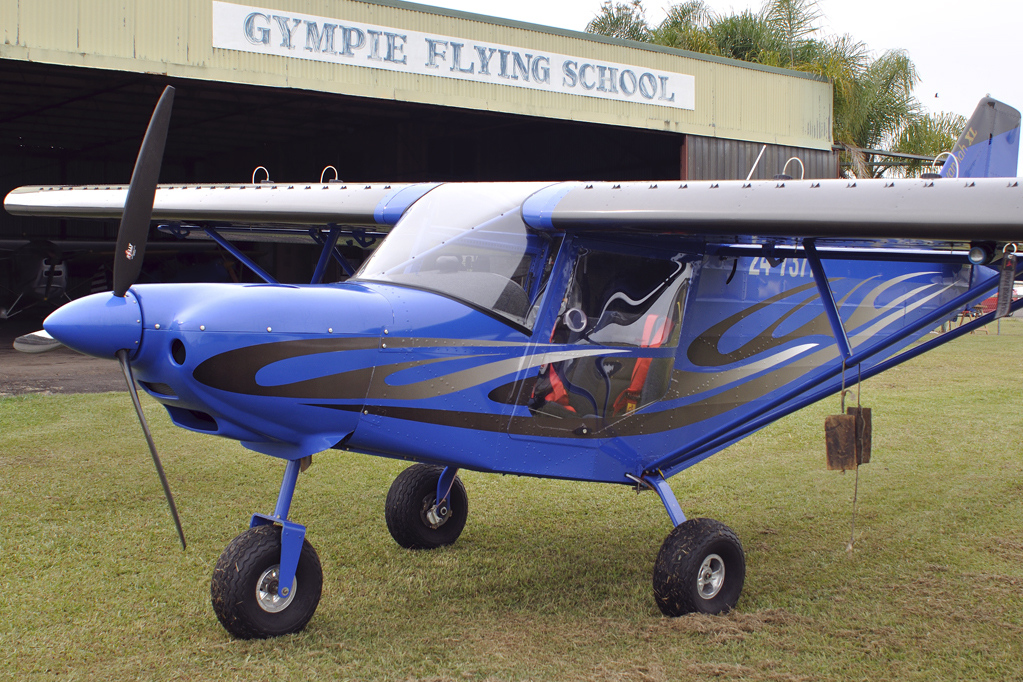
Savannah XL. Les générateurs de vortex sont visibles sur la partie supérieure du bord d'attaque des ailes.
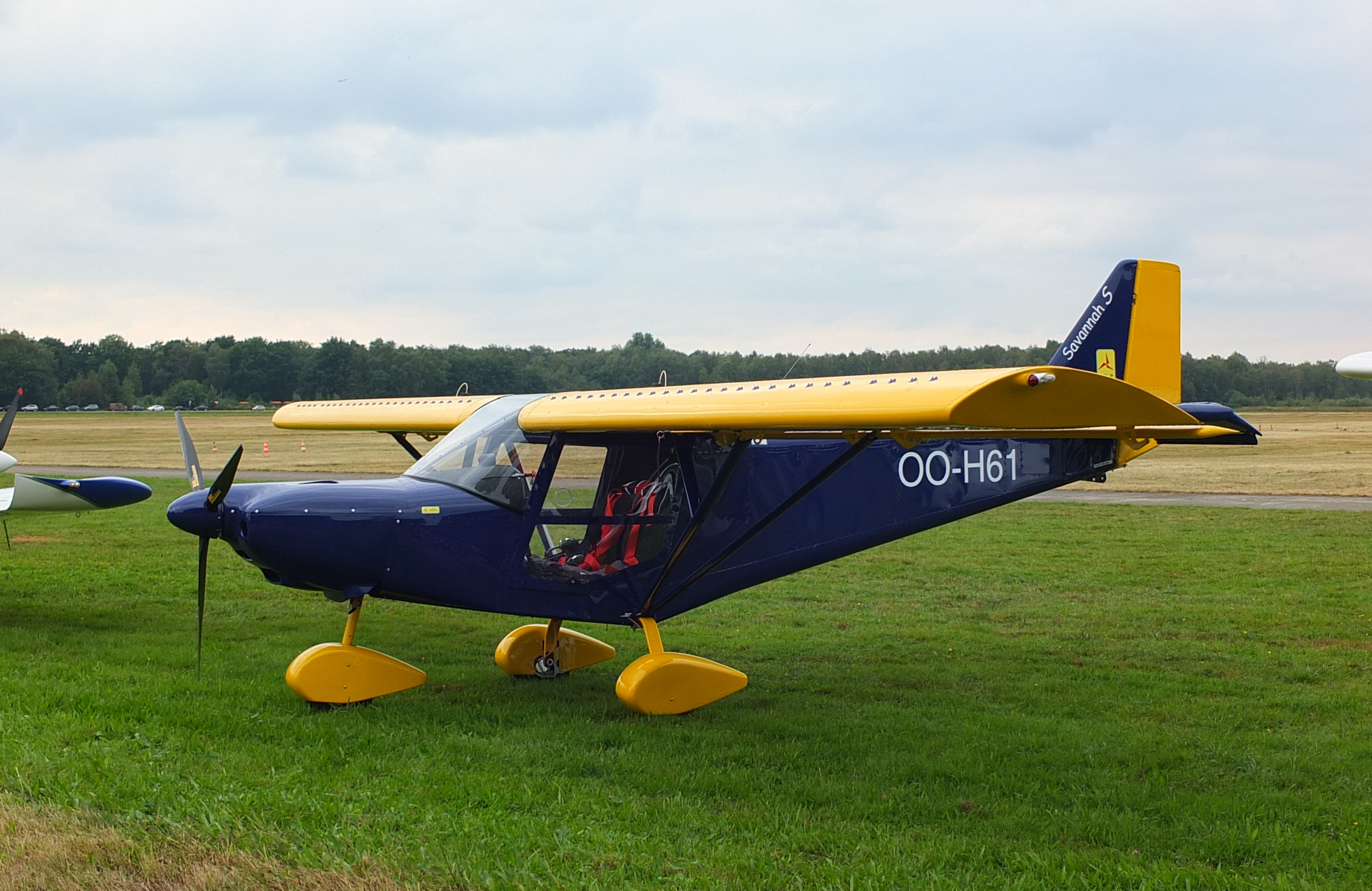
Savannah S
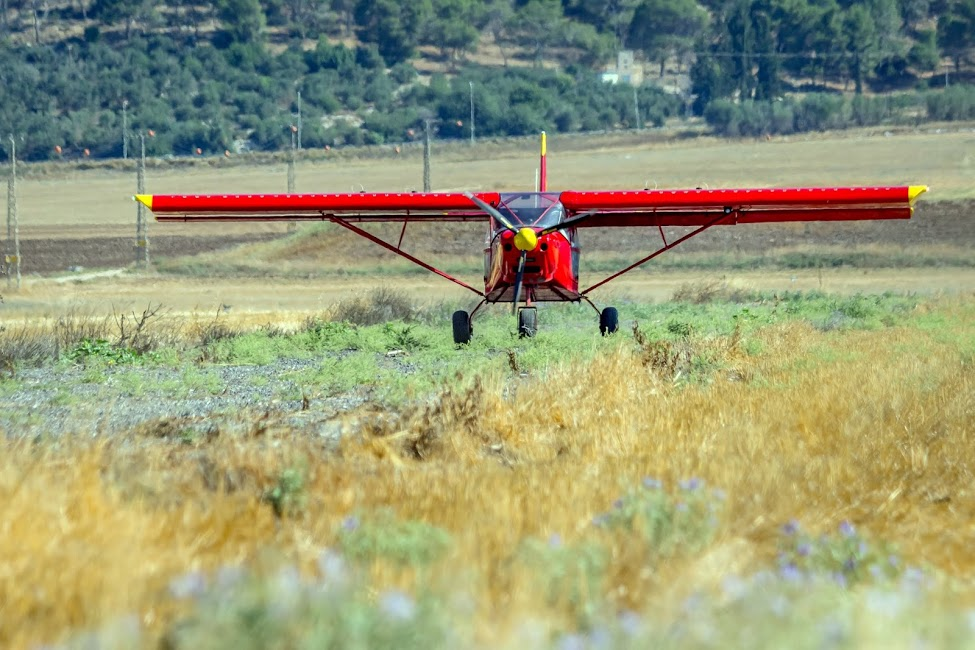
Savannah S au roulage sur terrain sommaire
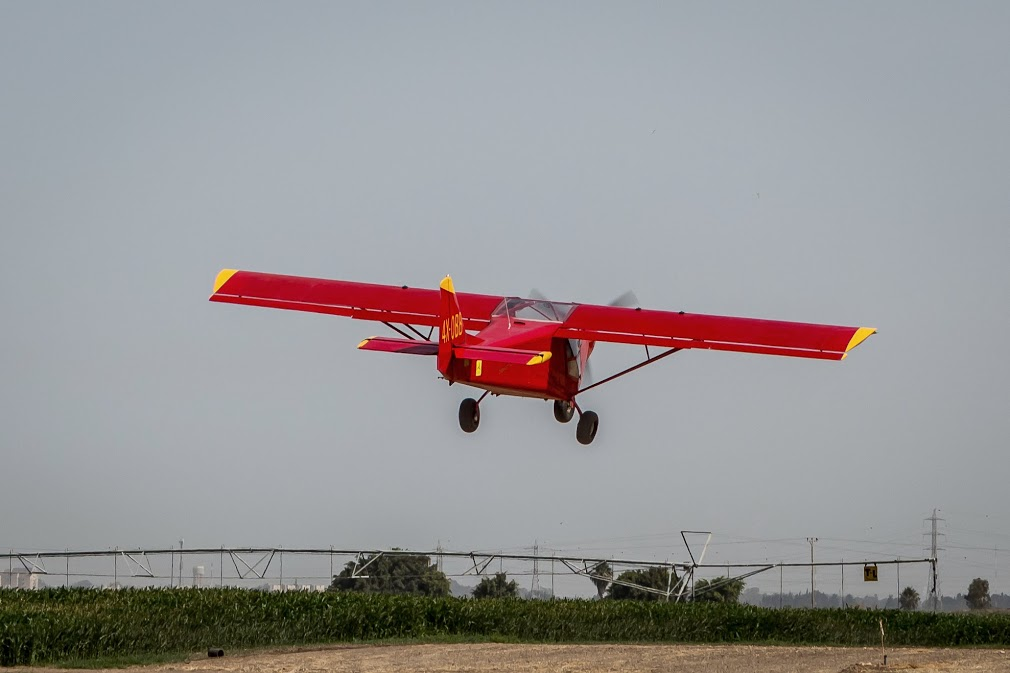
Savannah S avec le fuselage arrière arrondi
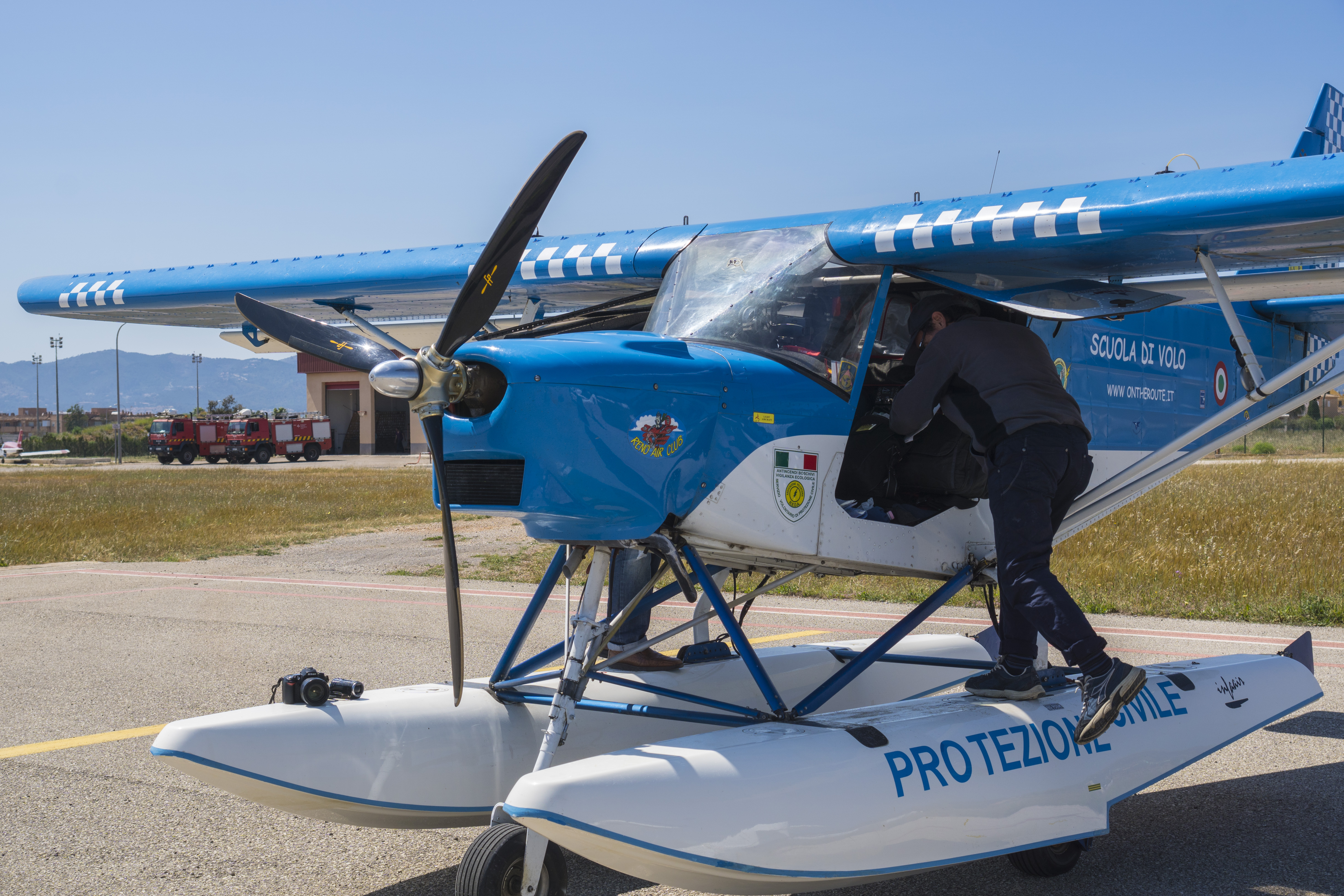
Savannah Hydro
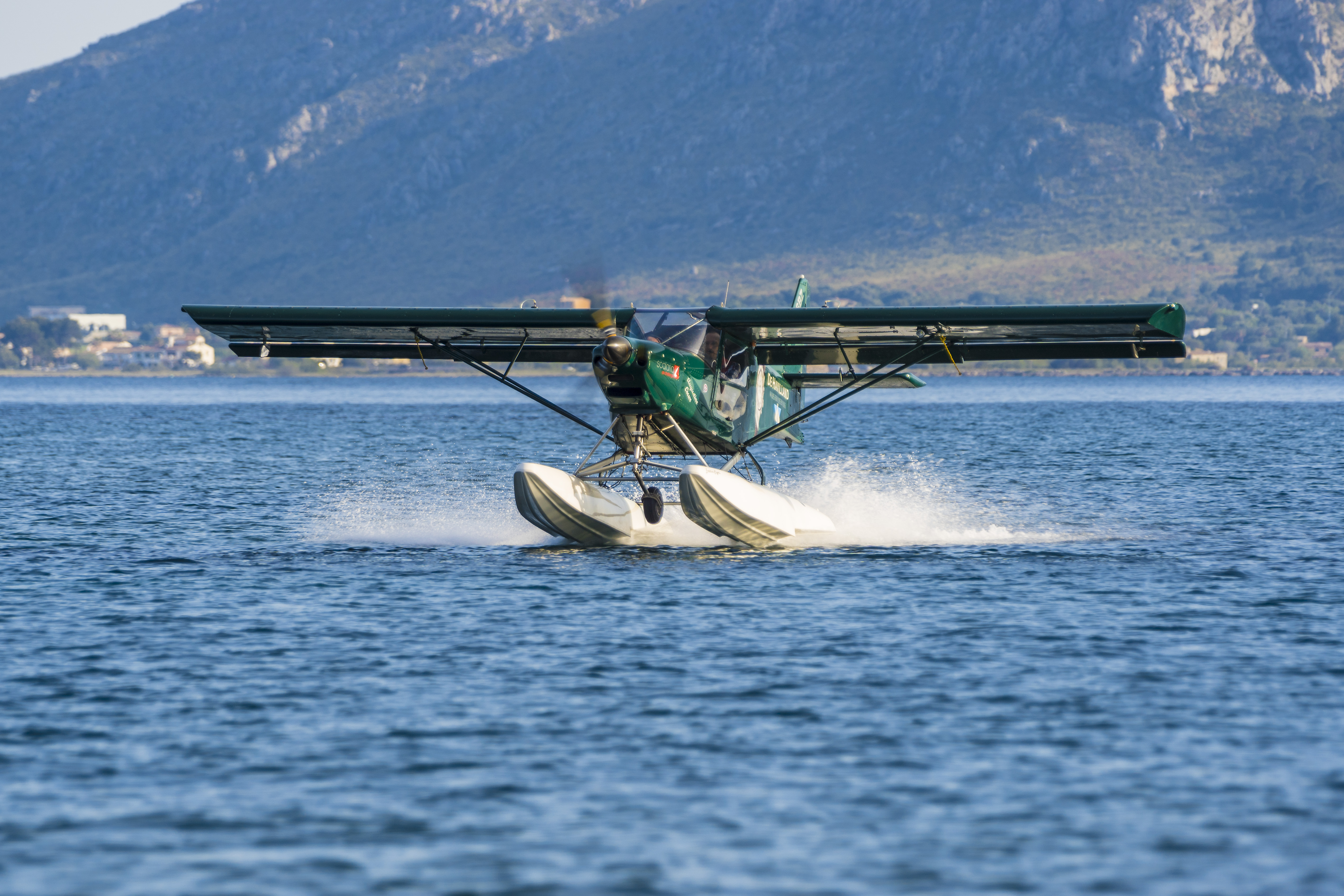
Savannah Hydro
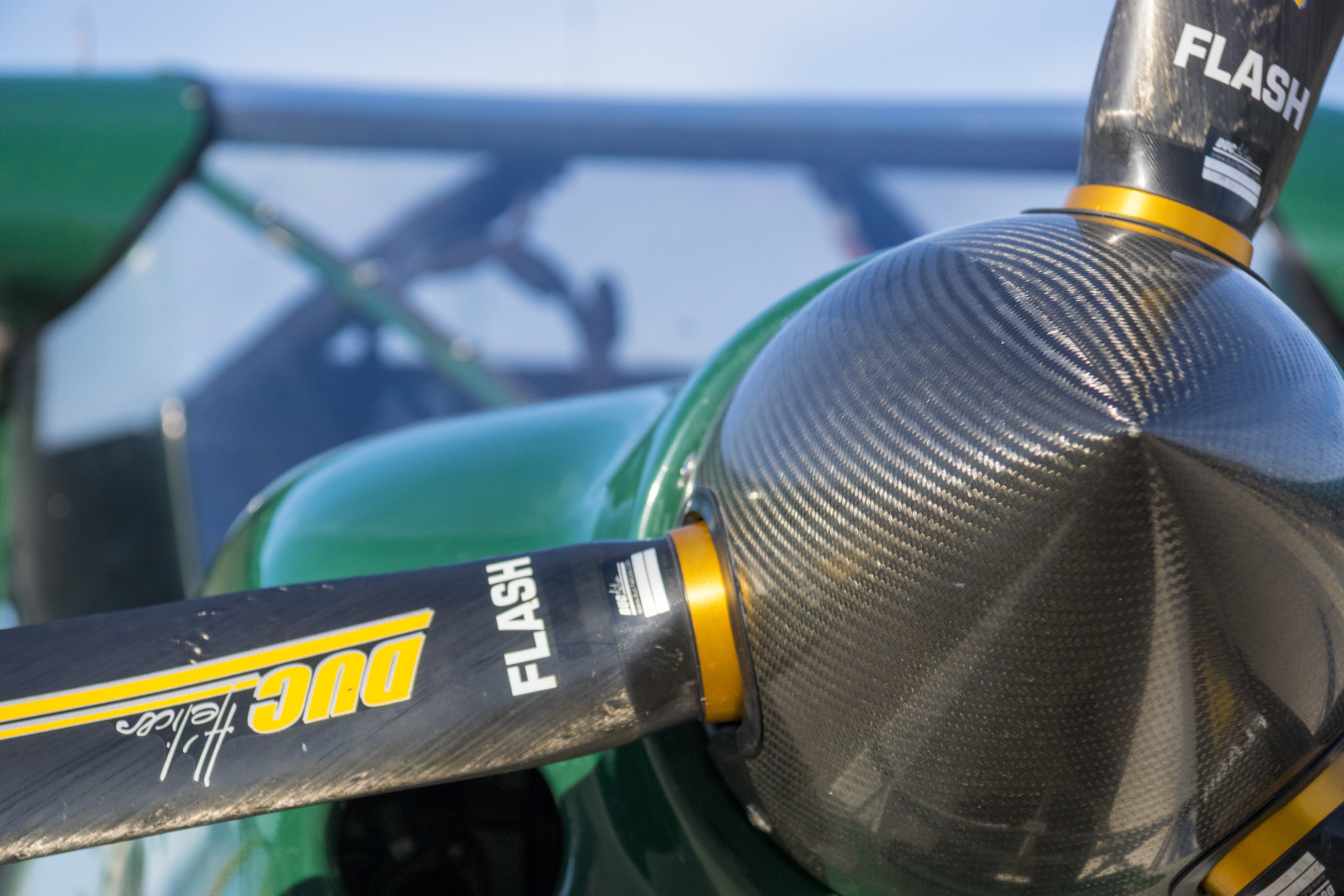
Cône d'hélice
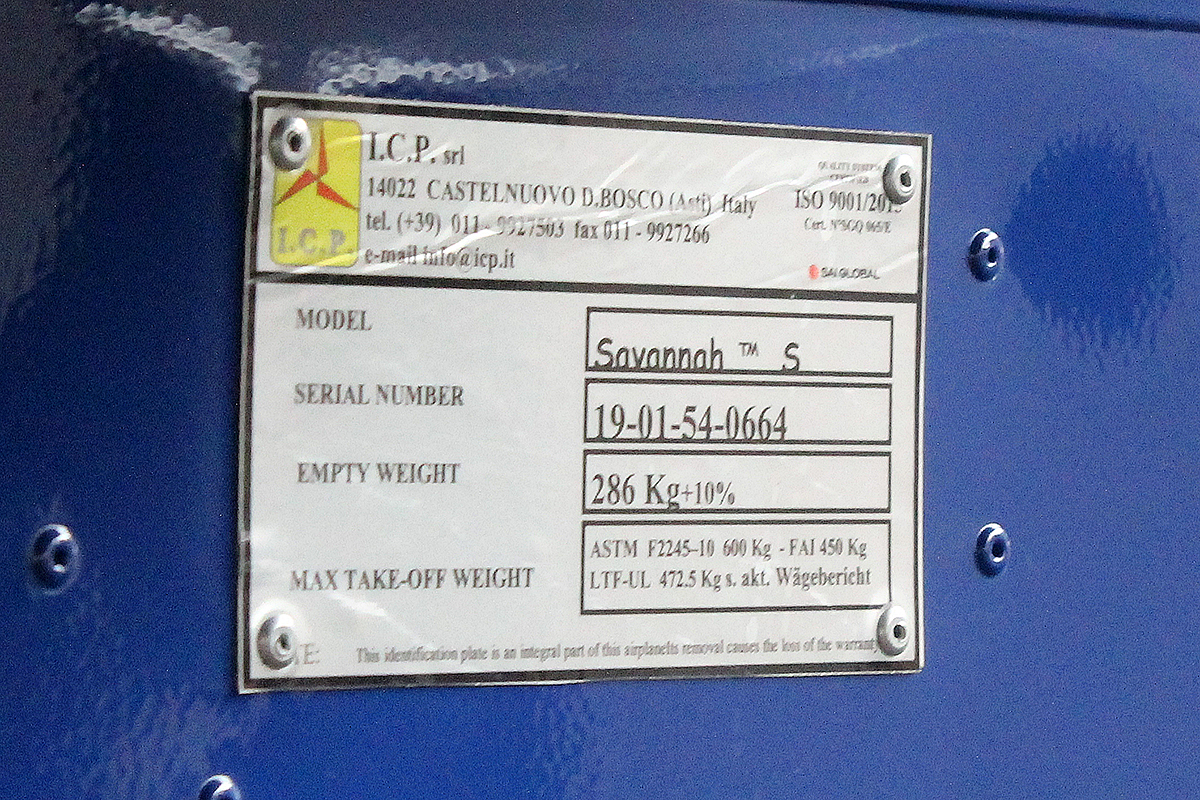
Plaque d'identification de Savannah S
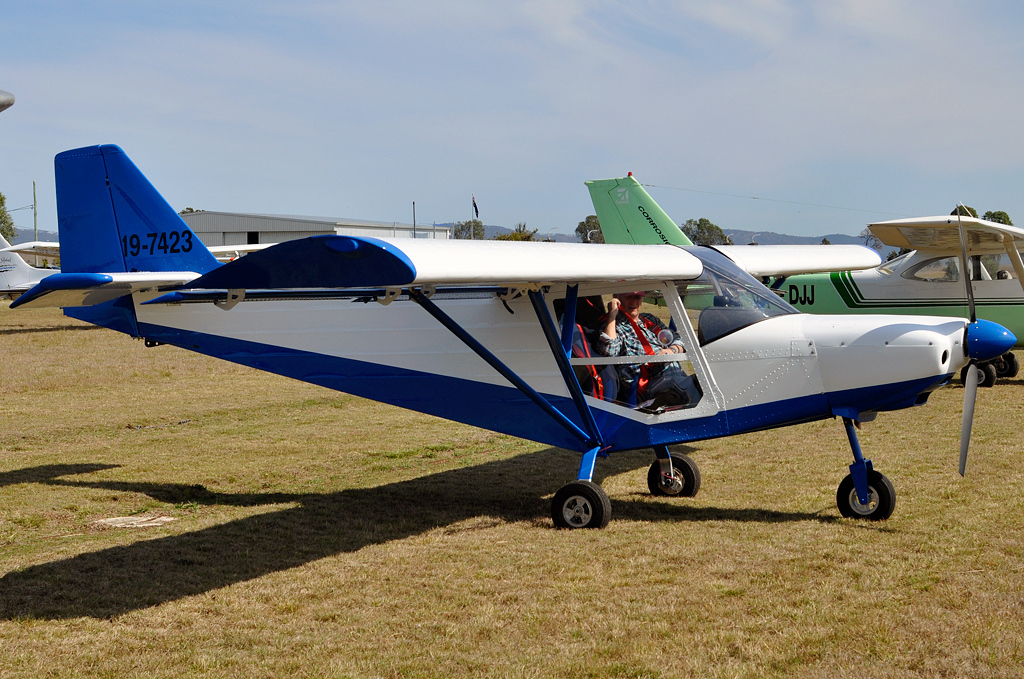
On peut observer les volets et ailerons combinés qui agissent tous les deux sur l'ensemble de l'envergure de l'aile.
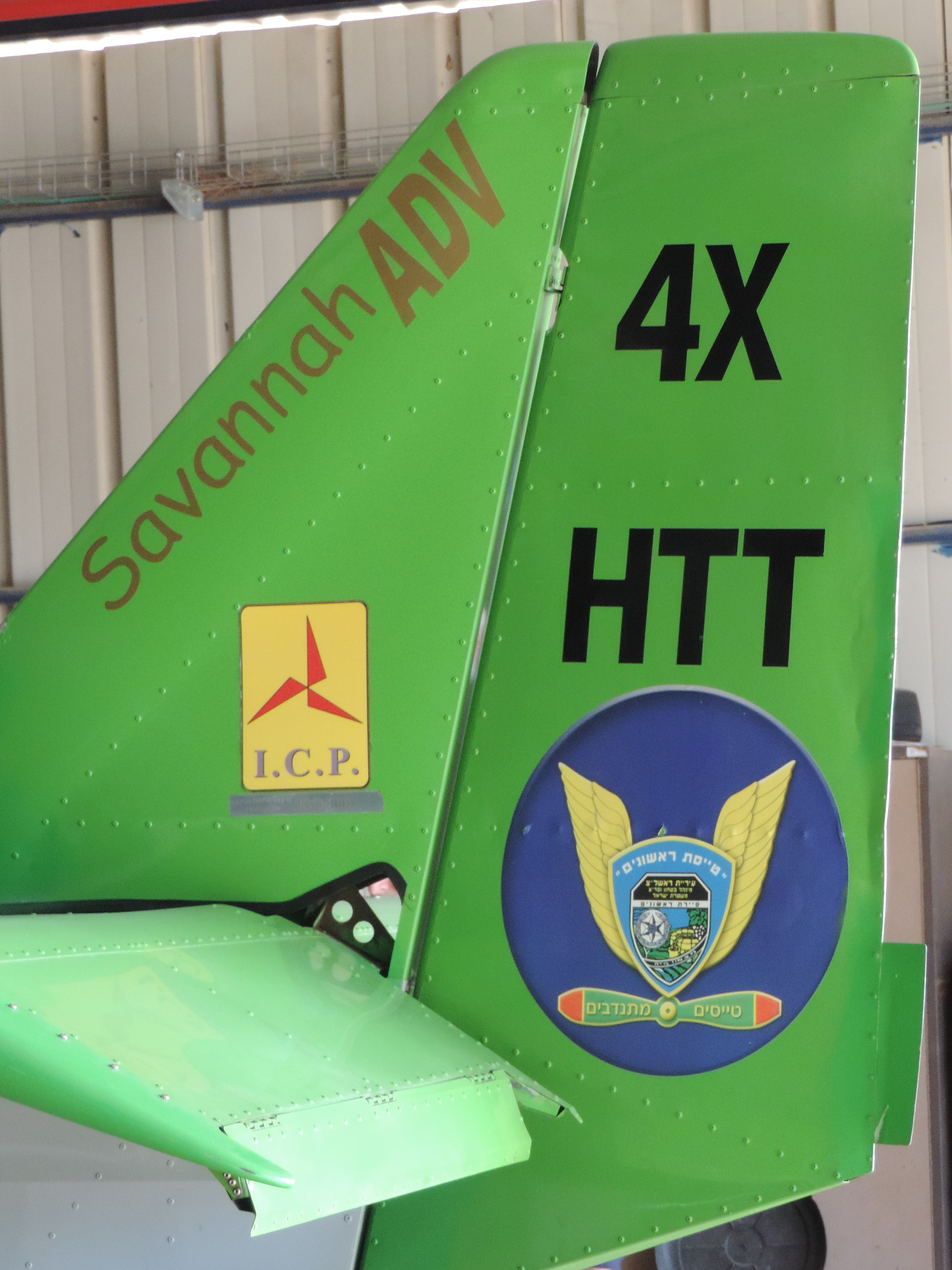
Le compensateur de profondeur sur la gouverne gauche de profondeur

## Appareils similaires
- Best Off Skyranger
- Best Off Nynja
- Zenair Zenith STOL CH 701
- Humbert Aviation Tétras
- G1 Aviation G1